# 太陽、海を染めるとき
『太陽、海を染めるとき』（たいよううみをそめるとき）1961年7月15日に公開された日本映画。主演は小林旭、監督舛田利雄。日活制作。

## あらすじ
港の船荷を一手に収めようと暴力でマジメな船主を迫害する悪徳船会社に対抗する一人の若い船主を助けて暴れる若い生きのいい航海士が、友情と恋の板挟みで苦悩する。

## キャスト
- 北川功：小林旭
- 大森次郎：垂水悟郎
- 田村弘子：浅丘ルリ子
- 谷冴子：白木マリ
- みどり：田代みどり
- 水田船長：芦田伸介
- ママさん：細川ちか子
- 海坊主：滝恵一
- スクラップ：郷えい治
- ライス：長門勇
- ダービー：榎木兵衛
- 宮本専務：安部徹
- 安芸海運社長：嵯峨善兵
- 珍：藤村有弘

## スタッフ
- 監督：舛田利雄
- 脚本：山田信夫
- 企画：岩井金男
- 撮影：姫田真佐久
- 美術：大鶴泰弘
- 音楽：伊部晴美
- 録音：橋本文雄
- 照明：岩木保夫
- 編集：辻井正則

## 製作

### 撮影
1961年6月19日から6月末まで広島ロケを行った。当時、遠距離の地方ロケは、日活のスター俳優は飛行機でロケ地に向かったが、この時は小林旭や浅丘ルリ子、田代みどりらみんなで国鉄の寝台特別急行列車あさかぜで広島に移動した。6月19日広島駅着。早朝にもかかわらず、2～300人のファンに取り囲まれ、小林らは身動きできなくなる程の歓迎を受けた。小林は後年、広島を舞台にした「仁義なき戦いシリーズ」（東映）の名演でも知られるが、広島を訪れたのはこの時が初めてだった。平和公園の慰霊塔に献花後、ロケバスの乗り宮島ロケに向かう。宮島ロケ参加の役者は小林、浅丘、白木。撮影隊は約40人。この年春の昭和天皇来島以上の1000人の見物客が集まった。宮島ロケは厳島神社や宮島ロープウェイなどで撮影があった。広島ロケは他に、宇品港から沖へ出て瀬戸内海での格闘シーンや、楽々園遊園地（五日市町）など。6月28日には呉市市営プールでの盆踊りのシーンの撮影があり、田代みどりが盆歌を歌った。このシーンは呉市の協力で25000人のエキストラを集めた。長期ロケ中、空いた時間にスタッフからこういう機会に広島の被爆建物を見学しようと声が出て、小林らが参加。小林は「今まで色々な地にロケを敢行したが、広島ほど胸の中をえぐられるような気持になったことはない」と話した。